# Palais des Arts Graphiques
Le Palais des Arts Graphiques est un édifice historique de Barcelone situé sur la colline de Montjuic, déclaré Bien Culturel d'Intérêt National. C'est le siège du Musée d'Archéologie de Catalogne.

## Description
Le palais est un bâtiment de plan triangulaire, avec un dôme. Tout l'ensemble est un excellent exemple du classicisme florentin de style brunelleschien, avec une loggia, des colonnes et des chapiteaux toscans, les éléments ornementaux étant recouverts de terracotta, solution pratiquée par quelques architectes dans les années 1920.

## Histoire
Il a été construit entre 1927 et 1929 pour devenir le Palais des Arts Graphiques de l'Exposition Internationale de Barcelone de 1929, sur un projet de l'architecte Pelagi Martínez et Paricio, avec la collaboration de Raimon Duran et Reynals.

## Source de traduction
- (ca) Cet article est partiellement ou en totalité issu de l’article de Wikipédia en catalan intitulé « Palau de les Arts Gràfiques » (voir la liste des auteurs).